# وادي مغلدن
وادي مغلدن هو مجرى مائي ينبع من جبال الخشنة ويسري في منطقة القبائل ليصب في وادي عربية ووادي بومرداس ثم في البحر الأبيض المتوسط مرورا بولاية بومرداس.

## المجرى المائي
يتميز وادي مغلدن مغلدن بكون قاع المجرى خاليا فيه من المواد الشيستية والترابية.
وتسمح هذه الخاصية، التي يشترك فيها هذا المجرى المائي مع كل من وادي عربية ووادي بومرداس ووادي يسر، باستخراج الرمل والحصى لاستعمالهما في تحضير الملاط والخرسانة · .
ويُعتبر وادي مغلدن مغلدن كرواق حقيقي عرضه يتراوح بين 5 متر و 600 متر، وينحدر تدريجيا انطلاقا من تقاطعه مع وادي بومرداس على مستوى جبل بوعروس في الغرب متوجها نحو مصبه في وادي يسر في شرق مدينة الثنية بني عائشة.
ويتميز مجرى هذا الوادي بانحدار متوسط سمح بإنشاء سد ثنية بني عائشة خلال عام 1913م.
وبما أن تدفق المياه يزداد أثناء فترة تساقط الأمطار في الشتاء، فإن ممرات وجسور تمك إنشاؤها لتسهيل تنقل سكان قرى مهران والمرايل ومغلدن وثابراهيمث.

## المسار
يمر الوادي عبر ولاية جزائرية ساحلية واحدة في جبال الخشنة.
| رقم | ولاية بومرداس |
| --- | ------------- |
| 01  | بني عمران     |
| 02  | تيجلابين      |
| 03  | الثنية        |
| 04  | بومرداس       |

## الوديان
يتقاطع «وادي مغلدن» مع العديد من الوديان في ولاية بومرداس عبر مساره في جبال الخشنة.
| رقم | ولاية بومرداس |
| --- | ------------- |
| 01  | وادي بوردين   |
| 02  | وادي عربية    |
| 03  | وادي بومرداس  |
| 04  | وادي بوفرون   |

## السدود
يمر «وادي مغلدن» عبر العديد من السدود في ولاية بومرداس عبر مساره في جبال الخشنة ضمن منطقة القبائل.
| رقم | ولاية بومرداس     |
| --- | ----------------- |
| 01  | سد ثنية بني عائشة |

## الطرق الوطنية
يتقاطع «وادي عربية» مع العديد من الطرق الوطنية أثناء عبوره ولاية بومرداس في جبال الخشنة ضمن منطقة القبائل.
| رقم | ولاية بومرداس        |
| --- | -------------------- |
| 01  | الطريق الوطني رقم 5  |
| 02  | الطريق الوطني رقم 24 |

## مكتبة الصور

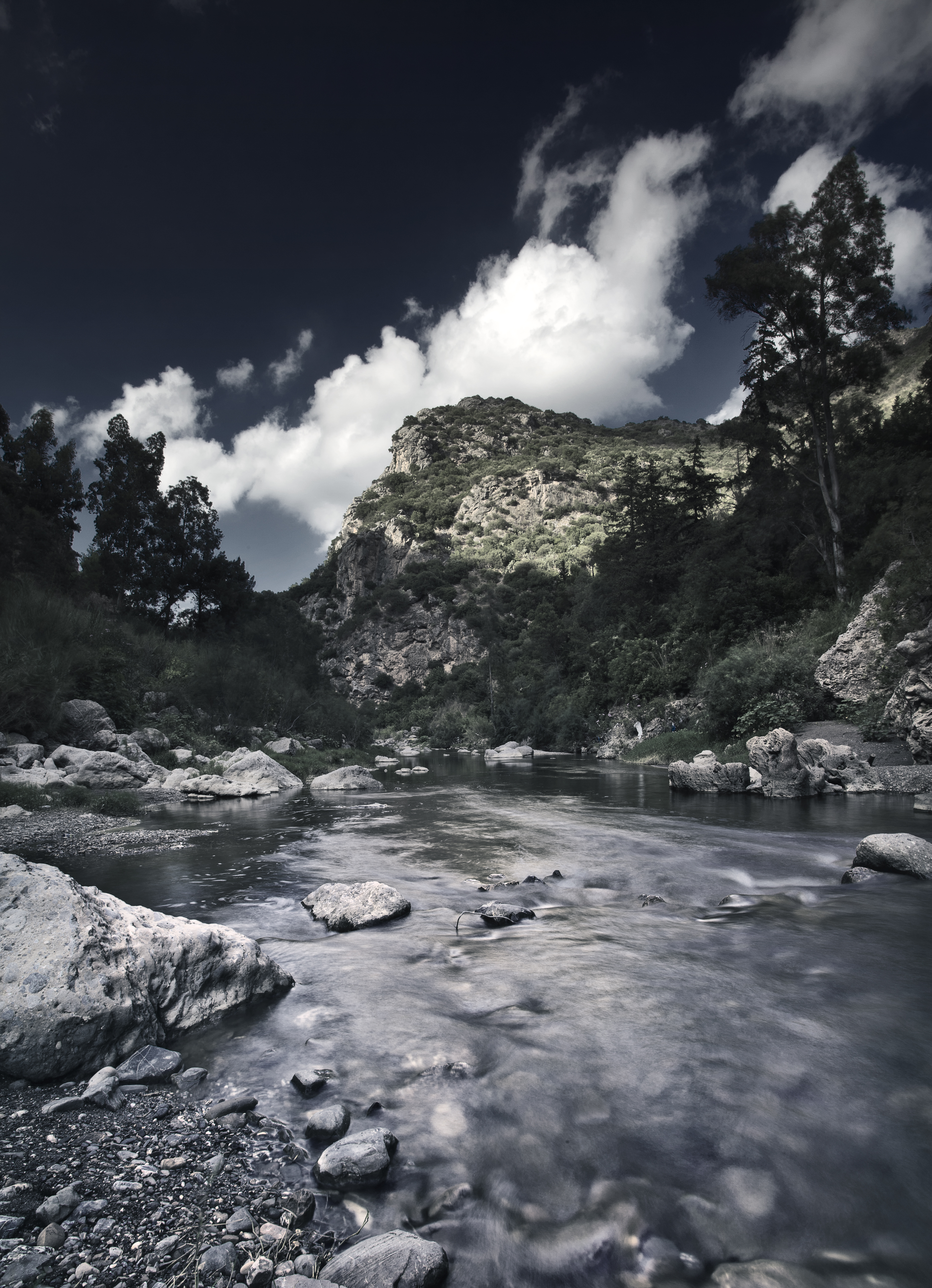
مجرى وادي يسر
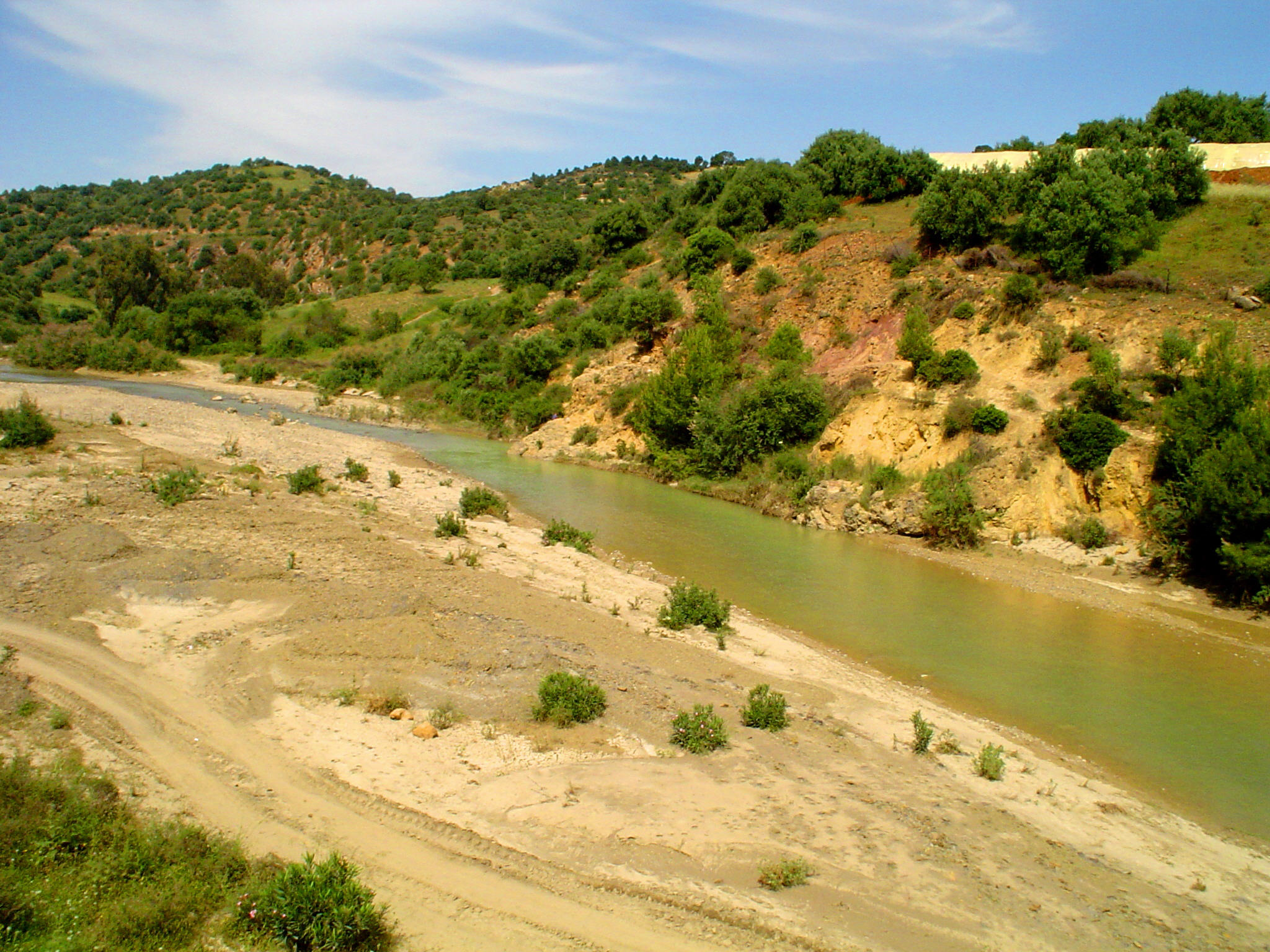
مجرى وادي يسر
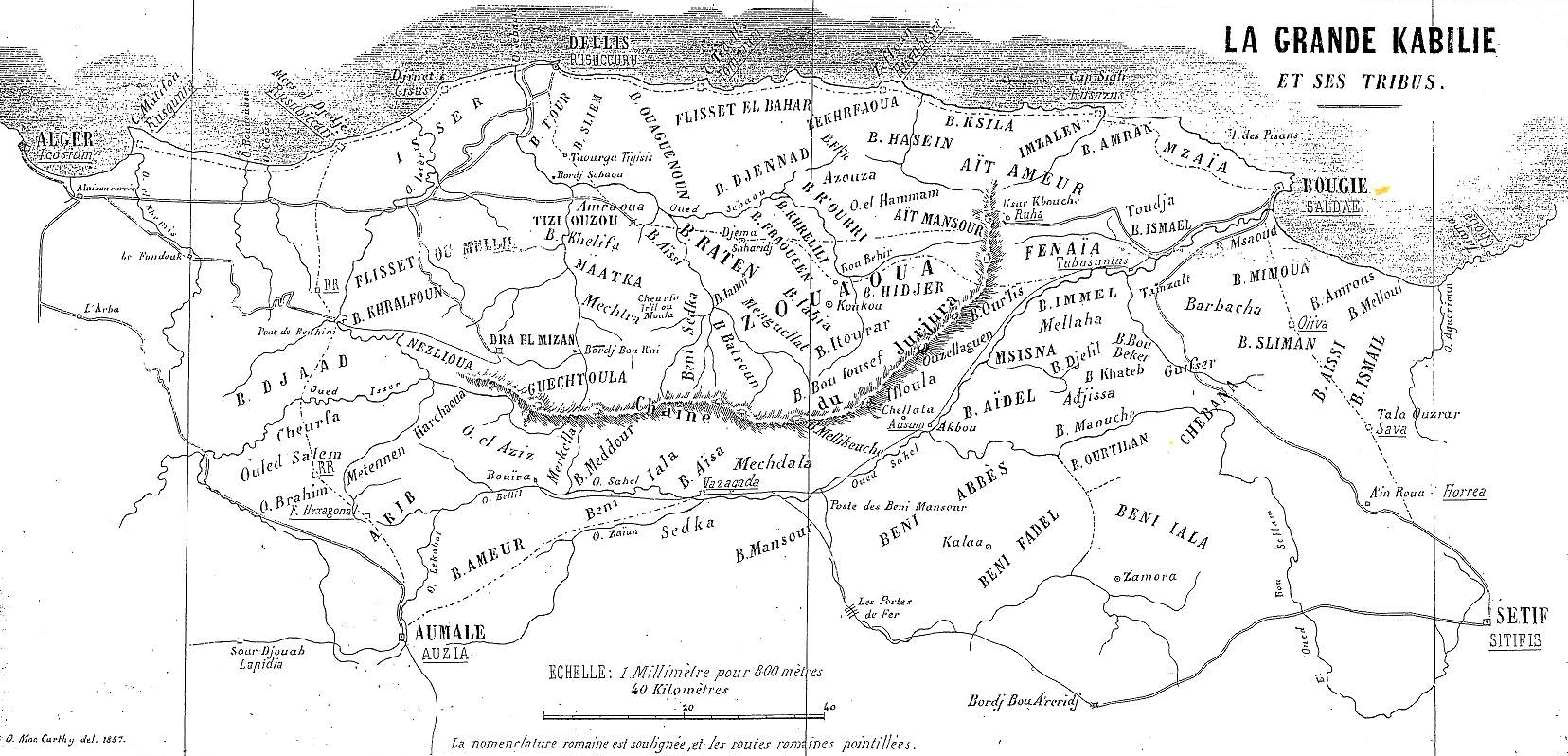
خريطة منطقة القبائل

### وصلات خارجية
- وكالة حماية ساحل ولاية الجزائر
- وزارة الموارد المائية الجزائرية
- موقع ولاية بومرداس